# Ottweiler
Ottweiler è un comune tedesco di 14 395 abitanti abitanti, situato nel land della Saarland.

## Frazioni
Di Ottweiler fanno parte le frazioni Fürth im Ostertal, Lautenbach, Mainzweiler e Steinbach.

## Storia

### Le origini
L'origine della città di Ottweiler è connessa alla fondazione del monastero nell'attuale frazione di Neumünster intorno all'anno 871. La prima documentazione scritta del toponimo Ottweiler risale al 1393. La città visse un periodo di splendore a partire dal XIII secolo sotto la signoria dei conti von Nassau-Saarbrücken. Il culmine dello sviluppo fu raggiunto con la concessione dello statuto di "città" da parte dell'imperatore Carlo V al conte Johann von Nassau-Saarbrücken nel 1550.

### I contivon Nassau-Ottweiler
Ottweiler fu dal 1640 (suddivisione della contea Nassau-Saarbrücken) fino al 1728 sede dei conti di Nassau, von Nassau-Ottweiler, un ramo collaterale dei Nassau. Nel 1721 si aggiunse per via ereditaria la città di Idstein e nel 1723 Saarbrücken. Dopo la scomparsa dell'ultimo conte, i possedimenti relativi passarono ai principi Nassau-Usingen.
I conti von Nassau-Ottweiler furono:
- Johann Ludwig (1640 - 1690)
- Friedrich Ludwig (1680 - 1728)

### La manifattura di porcellane
Sotto la signoria dei conti di Nassau-Saarbrücken a Ottweiler venne fondata una manifattura di porcellane. La prima fabbrica nacque nel 1763 ad opera del conte Wilhelm Heinrich di Nassau-Saarbrücken. La porcellana qui prodotta si distingueva per la sua particolare purezza e candore, derivante dall'utilizzo dell'allora prezioso caolino di Passavia.
Quando, nel 1768, il principe Wilhelm Heinrich morì, la manifattura passò a suo figlio principe Ludwig. Sotto di lui l'azienda venne completamente riorganizzata. Nell'ambito di misure di contenimento delle spese, si rinunciò da quel momento all'utilizzo del caolino di Passavia, circostanza che diede luogo ad una nuova estetica color crema dei prodotti. A partire dall'anno 1769 la manifattura venne gestita da una serie di diversi affittuari. Nel 1776 si iniziarono a produrre ceramiche più a buon mercato, fatto che ebbe come conseguenza una riduzione del livello artistico. Nel 1800 la fabbrica cessò definitivamente la produzione e gli edifici vennero venduti.
Questa manifattura di porcellane è annoverata oggi tra le più rare al mondo ed i relativi pezzi sono esposti in diversi musei.

### La storia recente
Fino alla riforma delle circoscrizioni nella Saarland, nel 1974, Ottweiler era capoluogo del circondario di Ottweiler e i veicoli recavano nelle targhe la sigla "OTW". Nel corso di questa riforma la circoscrizione venne fatta rientrare nel nuovo Landkreis Neunkirchen per cui il capoluogo diventò Neunkirchen; divenne operativo anche il cambio di sigla automobilistica per le nuove immatricolazioni: NK; la sede dell'amministrazione tuttavia rimase ancora a Ottweiler. 
Ad agosto 2021 il Ministero federale dei trasporti e delle infrastrutture ha deciso che la vecchia sigla "OTW" verrà reintrodotta come opzionale, ovvero nelle targhe emesse a partire dal 18 ottobre 2021 i cittadini residenti nel circondario di Neunkirchen possono scegliere tra i codici identificativi "NK" e "OTW".

## Infrastrutture e trasporti

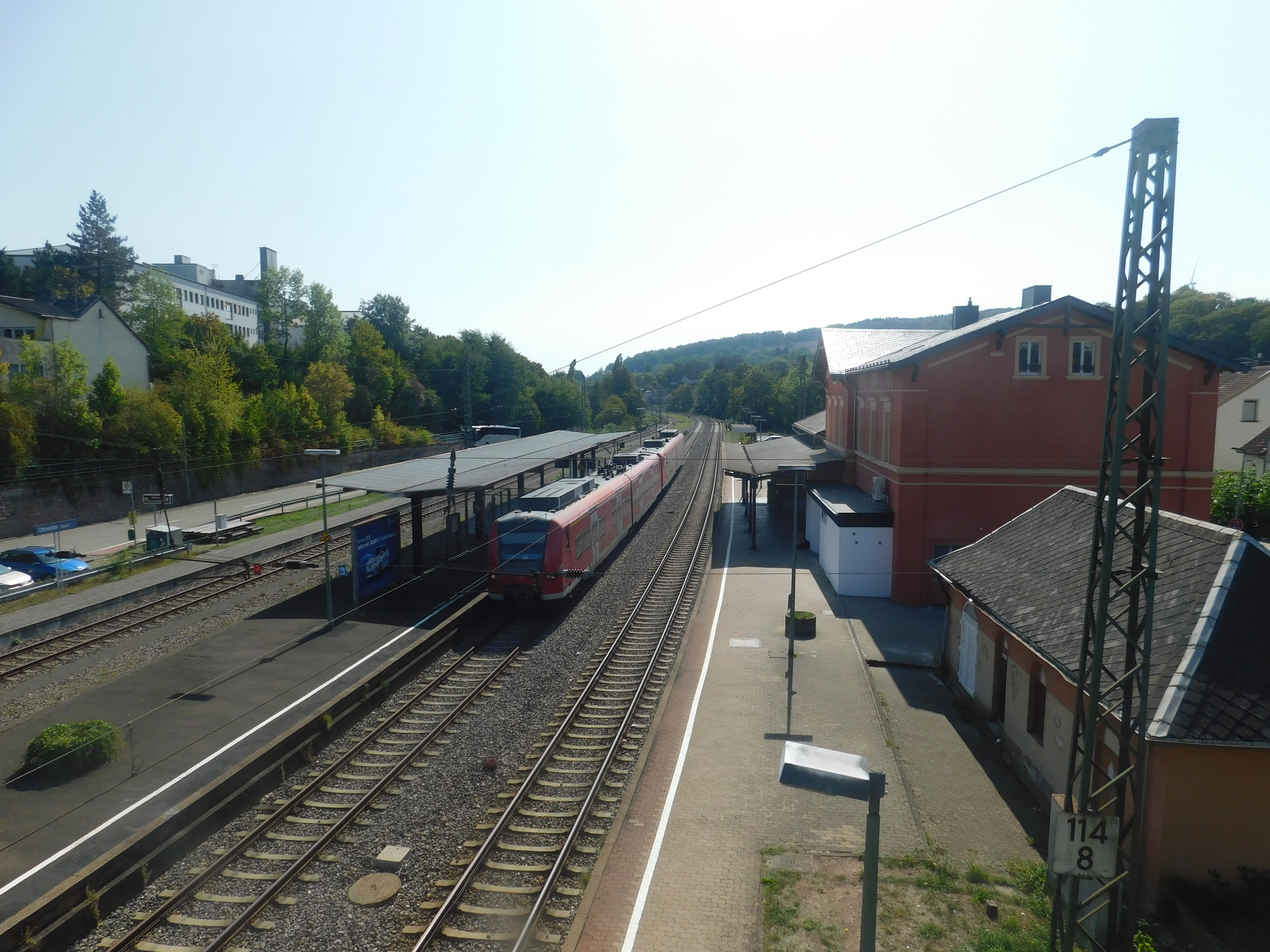
La stazione di Ottweiler nel 2020

### Strade
Ottweiler è situata all'incrocio della strada federale B 41 (Saarbrücken – Ingelheim) con la strada federale B 420 (Ottweiler – Nierstein).
Inoltre Ottweiler è allo sbocco delle strade regionali L 141, L 128, L 124. La strada denominata Barockstraße SaarPfalz è di notevole interesse turistico.

### Linee ferroviarie
La città è collegata a Saarbrücken, capitale del Land della Saarland, e all'area del Reno-Meno tramite la Nahetalbahn (Ferrovia della valle della Nahe) e la stazione ferroviaria di Ottweiler (Saar). Da qui la Ostertalbahn si dirama dalla Nahetalbahn. Questa diramazione a binario unico lunga 21 km, sulla quale il traffico passeggeri venne interrotto nel 1980, attraversa l'Ostertal fino all'odierno capolinea a Schwarzerden.

## Amministrazione

### Gemellaggi
- Saint Rémy
- Vrilissia

### Sindaco
- Dal 2012: Holger Schäfer, CDU

### Consiglio comunale
Il consiglio comunale, con 33 seggi, è così composto dopo le elezioni amministrative del 26 maggio 2019: 
| Partito                           | Percentuale di voti | Seggi | Differenza rispetto ai seggi ottenuti nelle elezioni precedenti |
| --------------------------------- | ------------------- | ----- | --------------------------------------------------------------- |
| CDU                               | 41,5%               | 15    | - 2                                                             |
| SPD                               | 32,2%               | 11    | - 1                                                             |
| AfD                               | 8,0%                | 2     | + 2                                                             |
| Bündnis 90/Die Grünen             | 7,4%                | 2     | + 1                                                             |
| Die Linke                         | 5,9%                | 2     | + 1                                                             |
| FWG Ottweiler                     | 2,9%                | 1     | ± 0                                                             |
| Wählergruppe (Gruppo di elettori) | 2,1%                | 0     | - 1                                                             |

## Cultura

### Musei

#### Museo della scuola
Ottweiler è sede del Museo della scuola del Saarland. La fondazione Stiftung Saarländisches Schulmuseum è stata creata il 2 dicembre 1991. Questo museo offre su più piani un'esposizione che attraversa mille anni di storia della scuola.

### Scuole

#### Ginnasio
Il ginnasio di Ottweiler ha una storia variegata: aperto nel 1922 per la prima volta come scuola religiosa, venne chiuso per 9 anni nel 1948. Nella sua forma attuale la scuola esiste dal 1971.

#### Accademia statale per la formazione artistico-culturale
Dopo che l'Accademia statale, nel 2002, grazie al completamento di un'ala aggiuntiva, ha aumentato significativamente la sua attrattività come istituzione di formazione ed aggiornamento delle associazioni artistico-culturali, è cresciuta anche costantemente la sua importanza nel mondo culturale regionale e sovraregionale. Con il nuovo edificio ellittico e le grandiose aree di accesso e per gli spettatori l'Accademia è divenuta un moderno complesso polifunzionale. La parete separatoria mobile rende possibili prove e spettacoli nelle condizioni acustiche più ideali, su di un'area fruibile di 570 m².

### Monumenti
La cittadina conserva ancora qualche spezzone di mura ed una bella torre con tetto a cuspide. Anche diverse case tardo medievali si sono conservate; alcune di esse sono state recentemente restaurate, donando all'insieme di edifici un'aria di storia che può dare una spinta al turismo. Una lista dettagliata degli edifici di interesse storico, oltre ad interessanti fotografie, è contenuta nella corrispondente voce in lingua tedesca di Wikipedia.